# 紅毛
红毛为亞洲多個地區對西洋人（白人）的称呼，可見於粵語、閩南語等。西洋人之髮色與東亞人相比一般显得较淡，故常被称为红毛。其他相關名稱還有“紅毛人”、“紅毛猴”或「红毛鬼子」。

## 辞源與歷史
紅毛一辭，可能自17世紀已開始使用。據里斯本的葡文檔案記載，1636年8月意外攻破廣東亞娘鞋砲台的葡萄牙人，被駐防的軍官稱呼為「紅毛夷人」，而葡人商船也被叫做「紅毛夷船」。
而在臺灣最早出現的，則是紅毛城，該地在17世紀曾受西班牙人和荷蘭人行殖民統治並建築城堡。荷蘭人在臺灣被稱爲“紅毛人”，其源起可能是其毛髮多為紅色；如此稱呼在該地沿用至今。日本人原先稱西方人為南蛮人，但后來因其見荷蘭人毛髮多為紅色，故又有“紅毛人”的稱呼。19世紀時期，麦都思在其《福建方言字典》記錄閩南語“紅毛 ”，其意專指英國人。19世紀越南阮朝嘉隆帝在位期間排斥西洋人，聲稱「先王經理天下，夏不雜夷，此誠杜漸防微之意也。紅毛人狡而詐，非我族類，其心必異，不可聽其居留」，此紅毛人亦是指英國人。19世紀南洋曾受到歐洲列強殖民統治，隨著許多閩南移民遷徙到該地區，“紅毛”一詞亦傳遍當地，尤其是在新加坡和馬來西亞。

## 新加坡與馬來西亞
此詞為新加坡和马来西亚华人对西方人的称呼，源自闽南语，新加坡英语写作「Ang Moh」。此称谓原为蔑称，现通常带有戏谑意味，常见于新马两地居民谈话，以代替英文「Westerners（西方人）」或者「Caucasian（高加索人種）」。
在马来西亚，由于教育機構有英文学校和华文学校之分，当地华人一般上会讥笑不懂汉字的华人为“红毛屎”（意指某某华人“吃洋人的大便”）或“香蕉人”（意指某某华人肤色跟香蕉皮一样是黄色，但只懂肤色跟香蕉肉颜色一样是白色的白种人的语言而不懂华文 ；又作「黃皮白心」）。这种蔑称很引人敏感且具争议性。

## 地名
新加坡地名「宏茂桥（Ang Mo Kio）」一名即来源于谐音「红毛」，因該地名起源之橋梁是以红毛灰（閩南語对水泥的俗稱）建造；現中国福建省厦门市翔安区马巷镇亦有一座水渠桥叫宏茂桥。
中国四川成都市青白江区有地点名为“红毛屎”。

## 衍生詞語
- 「紅毛泥」是粵語中對水泥之俗稱，客家話和閩南語亦分別有「紅毛灰」和「紅毛塗」的說法。